# حفلة يو تو في سراييفو
في 23 سبتمبر 1997 أقامت فرقة الروك الأيرلندية يو تو حفلة موسيقية في ملعب كوسيفو في سراييفو عاصمة البوسنة والهرسك كجزء من جولة بوب مارت للمجموعة. كانوا أول فنان كبير يقيم حفلا موسيقيا في المدينة بعد نهاية حرب البوسنة والهرسك. حضر العرض ما يقرب من 45000 معجب.
انضمت الفرقة لأول مرة إلى سراييفو في عام 1993 في جولة زوو التلفزيونية واتصل عامل الإغاثة بيل كارتر حول لفت الانتباه إلى حصار سراييفو وأجرت الفرقة عمليات إرسال عبر الأقمار الصناعية ليلا مع البوسنيين خلال عروضهم. تعرضت هذه الروابط لانتقادات من قبل الصحفيين لخلطها بين الترفيه والمأساة الإنسانية. على الرغم من أن الحرب جعلت من غير العملي بالنسبة ليو تو زيارة سراييفو في ذلك الوقت فقد تعهدوا في النهاية بعزف حفلة موسيقية في المدينة. بعد انتهاء الصراع في نوفمبر 1995 اتخذوا الترتيبات لزيارة سراييفو وبمساعدة سفراء الأمم المتحدة وقوات حفظ السلام حددوا وعزفوا الحفل الموسيقي في عام 1997.
عرضت الفرقة إقامة حفل موسيقي أو عرض صغير في سراييفو ولكن طُلب منهم إقامة حفل موسيقي كامل. وبالتالي تميز الأداء بمرحلة الجولة الفاخرة وعزفت الفرقة قائمة ثابتة نموذجية للجولة. جمع العرض أشخاصا من أعراق مختلفة كانوا قد اشتبكوا سابقا خلال الحرب وتم استئناف خدمة القطارات مؤقتا للسماح لرواد الحفل بالحضور. ومن بين الأغاني التي تم غنائها أغنية «ملكة جمال سراييفو» التي كتبها يو تو وبريان إينو حول مسابقة ملكة الجمال التي أقيمت خلال الحرب. على الرغم من أن الفرقة كانت مستاءة من أدائها وكان المغني الرئيسي بونو يعاني من صعوبات صوتية إلا أن الحفلة الموسيقية لقيت استحسانا وكان لها الفضل في تحسين الروح المعنوية بين البوسنيين. أعضاء يو تو يعتبرون العرض من أكثر اللحظات التي يفتخرون بها. وأشاد البوسنيون بالحفل الموسيقي.

## الخلفية

### الحرب في سراييفو
كانت جمهورية يوغوسلافيا الاتحادية الاشتراكية تتألف من ست جمهوريات مكونة: البوسنة والهرسك وكرواتيا ومقدونيا والجبل الأسود وصربيا وسلوفينيا. في عام 1991 انفصلت كرواتيا وسلوفينيا عن يوغوسلافيا. اتبعت البوسنة والهرسك - جمهورية ذات تعداد سكاني مختلط يتكون من البوشناق والصرب والكروات - حذوها في مارس 1992 في استفتاء مثير للجدل إلى حد كبير مما خلق توترا في المجتمعات العرقية. ميليشيات صرب البوسنة والهرسك التي كان هدفها الاستراتيجي الانفصال عن البوسنة والهرسك والاتحاد مع صربيا حاصرت سراييفو بقوة حصار قوامها 18000 متمركزة في التلال المحيطة ومن هناك هاجموا المدينة بأسلحة شملت المدفعية وقذائف الهاون والدبابات والمدافع المضادة للطائرات والرشاشات الثقيلة وقاذفات الصواريخ وقنابل الطائرات. من 2 مايو 1992 حتى نهاية الحرب في عام 1996 تم حصار المدينة. كان جيش جمهورية البوسنة والهرسك الذي يبلغ تعداده قرابة 40 ألفا داخل المدينة المحاصرة ضعيف التجهيز وغير قادر على كسر الحصار. في غضون ذلك وفي جميع أنحاء البلاد تم طرد الآلاف من المدنيين ومعظمهم من البوشناق من منازلهم في عملية تطهير عرقي. في سراييفو تعرضت النساء والأطفال الذين يحاولون شراء الطعام للترهيب بشكل متكرر بنيران قناصة صرب البوسنة والهرسك.

### رد فعل يو تو
في عام 1993 كانت فرقة يو تو في أوروبا للقيام بجولة غنائية. قبل عرضهم في 3 يوليو في فيرونا بإيطاليا تلقت الفرقة فاكسا من راديو وتلفزيون البوسنة والهرسك يطلبون إجراء مقابلة بشأن الوضع في البوسنة والهرسك. وافقت الفرقة والتقت بعامل إغاثة أمريكي يُدعى بيل كارتر والذي كان بمثابة المساعد الأجنبي للمحطة بسبب قيود السفر الصربية. وصف كارتر تجاربه في سراييفو بمساعدة البوسنيين بينما كانوا يعيشون في ظروف معيشية خطيرة. شعر المغني الرئيسي بونو بالقلق لسماع أن أولئك الذين يعيشون في ملاجئ مؤقتة في المدينة يعزفون الموسيقى بما في ذلك يو تو بأصوات عالية لإسكات صوت الانفجارات. أثناء وجوده في سراييفو كان كارتر قد شاهد مقابلة تلفزيونية على قناة MTV ذكر فيها بونو أن موضوع الجولة هو أوروبا الموحدة. شعورا بأن مثل هذا الهدف كان فارغا إذا تم تجاهل محنة البوسنيين طلب كارتر مساعدة بونو. وطلب أن يذهب يو تو إلى سراييفو للفت الانتباه إلى الحرب وكسر «الإرهاق الإعلامي» الذي حدث من تغطية الصراع.
وافق بونو على طلب كارتر دون أن يطلب من بقية الفرقة وعندما أبلغ بالفكرة أعطى الأعضاء الآخرون موافقة ضمنية فقط. لقد فكروا لفترة وجيزة في عزف حفلة موسيقية مرتجلة في المدينة حيث اقترح بونو أن يؤدوا في القبو حيث اختبأ كارتر وأصدقاؤه أثناء الحصار. قال: «حتى لو كان كل ما نحصل عليه هو المزيد من الاهتمام بالبوسنة على قناة MTV فهذا شيء». لكن الفكرة فشلت عندما أشير إلى أن الخدمات اللوجستية لنقل معداتهم إلى المدينة مستحيلة لأن السبيل الوحيد إلى سراييفو هو على متن طائرة تابعة للأمم المتحدة. أدرك المدير بول ماك غينيس أنه حتى لو تمكنت الفرقة من تنظيم حفل موسيقي فإن ذلك سيعرض حياتهم وحياة الجمهور وطاقم القناة للخطر. كما أوضح: «كانت جهود يو تو لمناقشة أي قضية إنسانية مصحوبة أحيانا بغريزة خاطئة مفادها أن يو تو ملزمة أيضا بحل هذه المشكلة. يبدو لي أن الذهاب إلى سراييفو يقع ضمن هذه الفئة. أعتقد أنه سيعرض للخطر الأشخاص مع تعريض الجولة للخطر وتعريض الفرقة للخطر». خشي عازف الدرامز لاري مولين الابن من أن تبدو هذه الخطوة وكأنها حيلة دعائية.

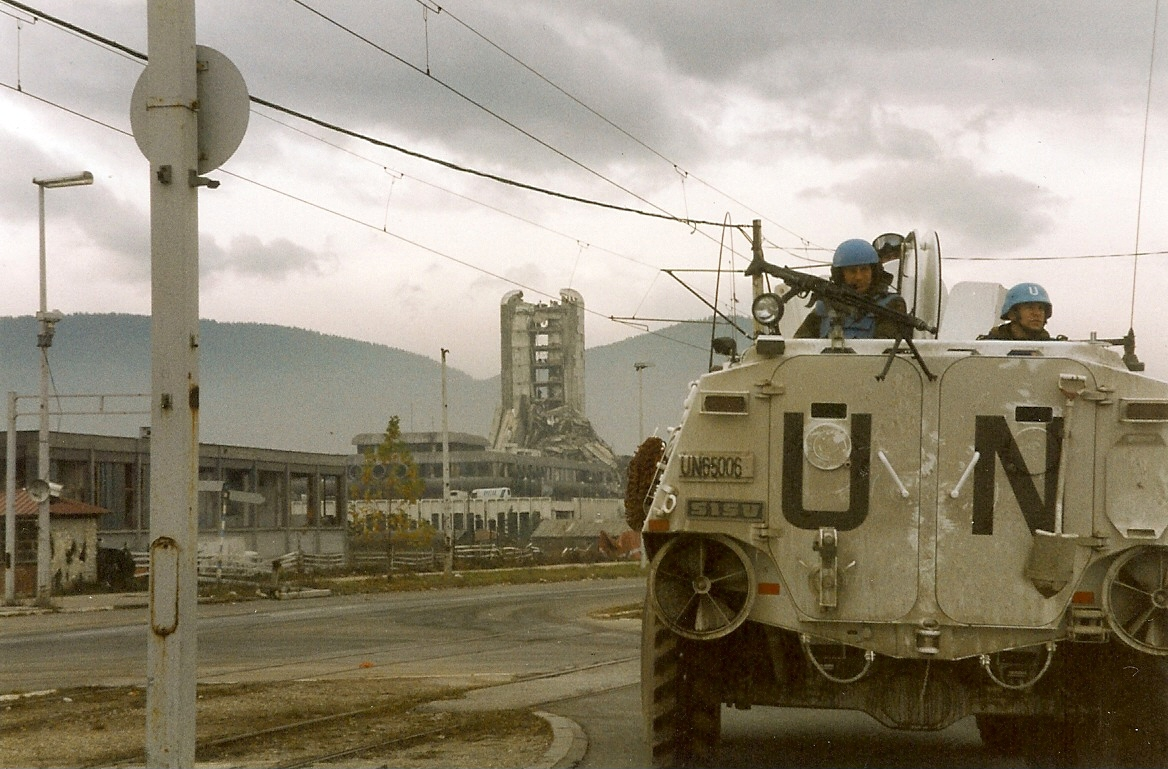
"زقاق القناص" في الصورة عام 1995. أثناء جولة زو التلفزيونية ليو تو اضطر كارتر إلى عبور هذه المنطقة ليلا لبث بث فيديو عبر الأقمار الصناعية من سراييفو إلى الفرقة.

وبدلا من ذلك وافقت المجموعة على استخدام طبق القمر الصناعي الخاص بالجولة لإجراء عمليات بث فيديو مباشر من حفلاتهم الموسيقية إلى كارتر في سراييفو. عاد كارتر إلى المدينة وقام بتجميع وحدة الفيديو. اشترت الفرقة طبق القمر الصناعي لإرساله إلى سراييفو ودفعت رسوما قدرها 100000 جنيه استرليني للانضمام إلى اتحاد البث الأوروبي. بمجرد إنشائها بدأت الفرقة بربط الأقمار الصناعية بسراييفو كل ليلة تقريبا وتم بث أولها في 17 يوليو 1993 في بولونيا بإيطاليا. للتواصل مع القمر الصناعي أجبر كارتر واثنان من زملائه على زيارة محطة تلفزيون سراييفو ليلا والتصوير بأقل قدر ممكن من الضوء لتجنب انتباه القناصين والقاذفات. للوصول إلى المبنى كان عليهم اجتياز منطقة تُعرف باسم «زقاق القناص». تم القيام بذلك ما مجموعه 12 مرة على مدار شهر. خلال البث ناقش كارتر الوضع المتدهور في المدينة وكثيرا ما تحدث البوسنيون إلى يو تو وجمهورهم. هذه المقابلات المروعة تناقضت بشكل صارخ مع بقية المسلسل. كانت الحفلات الموسيقية في الجولة عبارة عن أحداث وسائط متعددة تم تنظيمها بشكل متقن والتي سخرت من التلفزيون والإفراط في تحفيز الجمهور. تمت كتابة معظم العروض لكن الروابط مع سراييفو لم تكن كذلك مما ترك المجموعة غير متأكدة من الذي سيتحدث أو ماذا سيقول. أوقفت قناة يو تو البث في أغسطس 1993 بعد أن علمت أن حصار سراييفو كان يتم نشره في مقدمة العديد من الصحف البريطانية. على الرغم من أن هذا الاتجاه قد بدأ قبل أول إرسال للفرقة في سراييفو اقترح ناثان جاكسون أن تصرفات يو تو قد جلبت الوعي بالموقف إلى معجبيهم والجمهور البريطاني بشكل غير مباشر.
كانت ردود الفعل على عمليات النقل مختلطة. شعر العديد من المعجبين بأن الإرسال يعطل تدفق الحفلات الموسيقية. كانت معظم الصحافة البريطانية تنتقد بشدة. كتب أحد الكتاب: «كان الارتباط البوسني فوق الذوق السيئ. لقد كان مهينا». اعتقد بونو أنهم كانوا يلفتون انتباه الجمهور إلى حدث مهم على الرغم من أنه اعترف بأن الروابط كانت أصعب شيء فعلته الفرقة في حياتهم المهنية. قال عازف الجيتار إيدج: «نحن لا نرى عادة هذا النوع من الأخبار القاسية الباردة. نحصل على نظرة تحريرية معقمة للغاية حول كل شيء... عندما تشاهد الأخبار التلفزيونية فإنك تحصل على شيء مستساغ في حين أن هذا كان حقا غير مستساغ في معظم الأوقات. ولهذا السبب أعتقد أنه أثر على الناس كثيرا بمن فيهم نحن». كان مولين قلقا من أن الفرقة كانت تستغل معاناة البوسنيين من أجل الترفيه. أثناء إرسال من الحفلة الموسيقية للفرقة في استاد ويمبلي سألت ثلاث نساء في سراييفو عما تنوي الفرقة فعله للمساعدة قبل إخبار بونو: «نعلم أنك لن تفعل أي شيء من أجلنا. ستعود إلى عرض موسيقى الروك. ستنسى أننا موجودون. وسنموت جميعا». أثناء النقل إلى حفلة غلاسغو أخبرت امرأة بوسنية جمهور الحفل: «نود أن نسمع الموسيقى أيضا لكننا نسمع فقط صرخات الجرحى والمعذبين والنساء المغتصبات». على الرغم من التزام يو تو بالجولة وعدم قدرتهم على الأداء في سراييفو أثناء الحرب فقد تعهدوا بالغناء في المدينة يوما ما.
ساهمت الفرقة في جهود الإغاثة البوسنية لتعزيز الوعي الإنساني والعامة بالقضية وتعاون بونو وكارتر لاحقا في الفيلم الوثائقي ملكة جمال سراييفو الذي عرض المدينة التي مزقتها الحرب خلال ستة أشهر عاشها كارتر هناك. في عام 1995 كتب يو تو وإينو أغنية "ملكة جمال سراييفو" ردا على "أعمال التحدي السريالية التي حدثت أثناء حصار سراييفو". كان أحد هذه الأعمال هو مسابقة ملكة جمال نظمتها نساء البوسنة والهرسك اللواتي خططن لخوض الحرب بأحمر الشفاه والكعب. خلال المسابقة سار جميع المشاركين على المنصة حاملين لافتة كتب عليها "لا تدعهم يقتلوننا". الفائزة بالمسابقة إينيلا نوييتش 17 عاما قالت لاحقا إن المسابقة "كانت شيئا مجنونا يجب القيام به خلال الحرب. لكننا حاولنا أن نعيش حياة طبيعية. لقد كان نوعا من آلية دفاع لدينا جميعا. بعد سنوات قال بونو: "لقد كانت دادا نقية وتستحق الاحتفال بأغنية. كان هذا هو الشعور. لقد حاولت التعامل مع مواضيع مثل هذا وجها لوجه لكنني تعلمت درسا. عليك أن تحاول توضيح نفس النقاط بطريقة مختلفة أقل مباشرة وأكثر سريالية". تم تسجيل "ملكة جمال سراييفو" مع لوتشيانو بافاروتي وتم إصدارها كأول أغنية منفردة من مشروع يو تو الجانبي مع إينو بعنوان الموسيقى التصويرية الأصلية 1 وصدر تحت اسم مستعار "الركاب".

## الجدولة والاستعدادات
مع انتهاء حرب البوسنة والهرسك في عام 1995 وحصار سراييفو في عام 1996 بدأ الاستقرار في المنطقة في التحسن. إدراكا لذلك بدأ يو تو في التخطيط لحفل موسيقي في سراييفو من شأنه أن يقام في الجولة الغنائية لعام 1997. على الرغم من أنهم كانوا أول فنانين موسيقيين رئيسيين يؤدون عرضا في المدينة بعد الحرب إلا أن تشاينا درام قد أقام حفلا موسيقيا في يوليو 1996. وصف الصحفي الموسيقي أندرو مولر تجربة تشاينا درام بأنها «كابوس لوجستي وإداري». محمد شاكر بيه سفير البوسنة والهرسك في الأمم المتحدة ساعد يو تو في اتخاذ الترتيبات ولعب دورا غير رسمي كمروج ومنظم. قال ماكجينيس: «اعتقدنا أن الأمر سيكون صعبا للغاية. لكنه كان واضحا تماما. لقد أراد الناس فقط المساعدة. لقد استخدمنا الكثير من المعدات والرافعات الشوكية وما إلى ذلك من الجيش والطاقم المحلي لديه داعمة بشكل لا يصدق».
جدولة الحفلة الموسيقية تعني خسارة مالية قدرها 500000 جنيه إسترليني للفرقة على الرغم من الرعاية من كوكاكولا وجي إس إم. تم تحديد أسعار التذاكر بمبلغ 8 مارك ألماني فقط (8 جنيهات إسترلينية أو 18 دولار أمريكي) بسبب معدل البطالة بنسبة 50 بالمائة في المدينة. عرض بونو على المجموعة أداء حفل موسيقي أو عرض صغير في سراييفو لكن المدينة طلبت منهم إقامة عرض كامل. قال بونو: «لقد عرضنا القيام بعمل خيري هنا لكنهم أرادوا الشيء اللعين كله. لقد أرادوا الليمون!» أضاف ماكغينيس: «شعرنا أنه من المهم أن نتعامل مع هذه المدينة على أنها مثل أي مدينة أخرى في الجولة لكي تشعرهم بالاحترام. إن المجيء إلى هنا وعدم القيام بالعرض بأكمله سيكون أمرا وقحا». وفقا للبيانات الإخبارية التي أعقبت الحفل بلغ صافي الدخل الإجمالي للحفلة 13500 دولار أمريكي ومع ذلك أشار جون جيدينجز المروج السياحي إلى أن السعر لا يشمل تكاليف الإنتاج أو النقل.

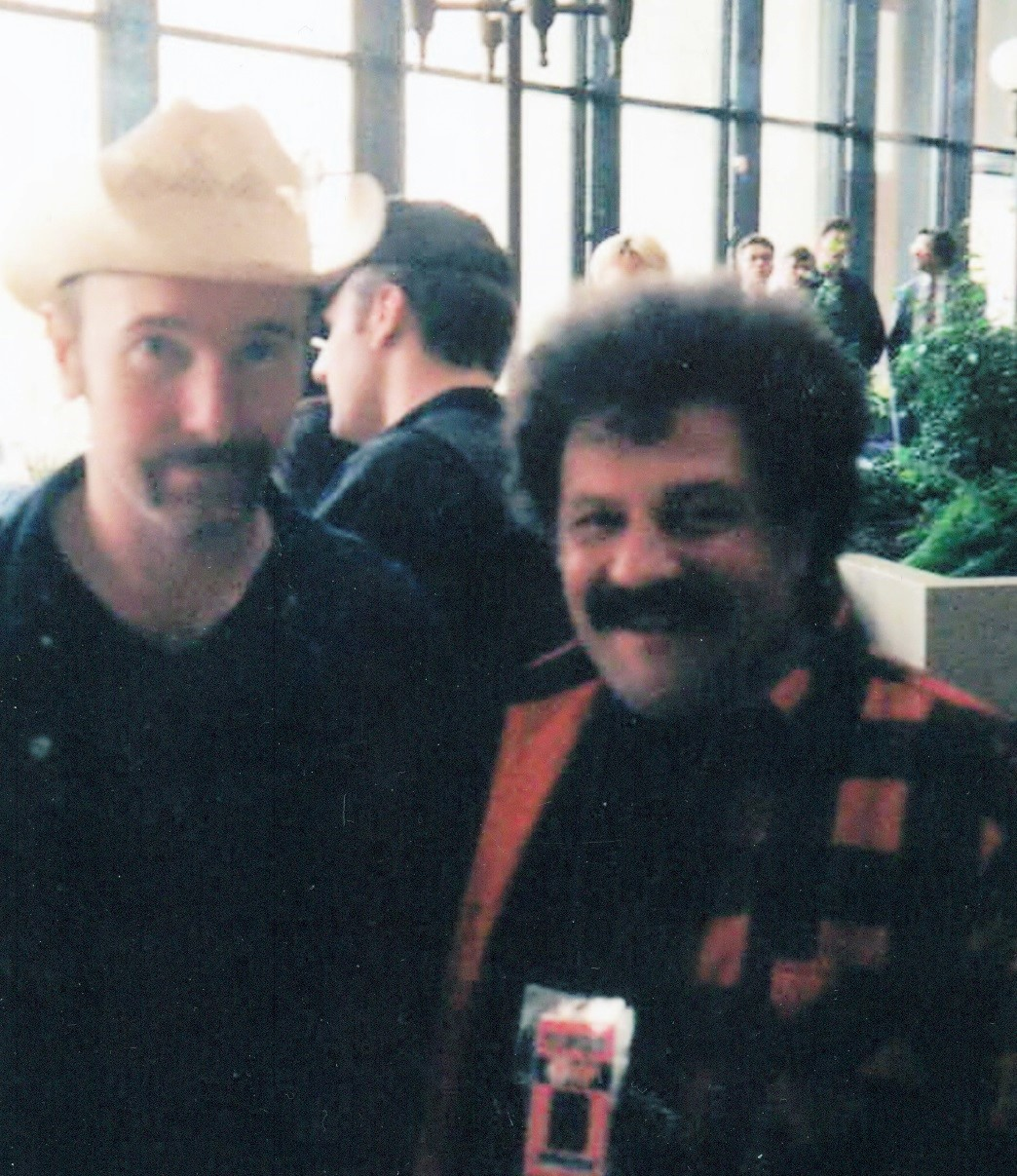
إيدج مع المروج البوسني الأمير ألتاراتش تشيتشاك في يوم الحفل.

في أواخر يوليو 1997 تم الضغط على يو تو لقبول عرض يقارب 4 ملايين دولار لأداء عرض في بازل بسويسرا في الموعد المقرر لعرض سراييفو. في ذلك الوقت استمرت الشائعات حول عدم الاستقرار في المنطقة. لضمان عدم إلغاء عرض سراييفو ظهر شاكر بيه في العديد من عروض الفرقة السابقة للضغط نيابة عن المدينة. لكي تصل الفرقة إلى سراييفو كان على طاقم الطريق أن يقود المعدات وينطلق في البوسنة والهرسك التي مزقتها الحرب. على الرغم من أن الرحلة كانت بدون حوادث إلا أنهم اضطروا إلى المرور عبر بلدات مثل موستار والتي كانت «محيت» خلال الحرب. علق ويلي ويليامز مصمم المسرح والإضاءة قائلا: «عندما وصل سائقي الشاحنات كان بإمكانك أن ترى أنهم رجال متغيرون». المشكلة الوحيدة في نقل الجولة جاءت عندما منعهم أحد عناصر مراقبة الحدود من عبور الحدود لساعات. ووصلت الشاحنات إلى سراييفو قبل يومين من الحفل ووصلت وسط هتافات وتصفيق سكان المدينة. كان وصولهم أول دليل ملموس على أن الفرقة كانت تفي بوعدها بالعزف هناك. أوضح ماكجينيس: «هذه مدينة أصيبت بخيبة أمل مرات عديدة حيث كان هناك الكثير من الأشخاص الذين لم يكونوا مستعدين للاعتقاد بأن الحفلة كانت ستقام حتى رأوهم يصعدون المسرح». حتى ذلك الحين كانت التذاكر تباع ببطء شديد ولكن في غضون 24 ساعة من وصول الشاحنات تم بيع 8000 تذكرة أخرى. على الرغم من ذلك وقبل يوم واحد من الحفل ظلت 15000 تذكرة غير مباعة. تم توظيف ثلاثمائة من السكان المحليين للمساعدة في تجميع المسرح والترويج للعرض.

بالنسبة لحفل سراييفو أقام يو تو في فندق هوليداي إن بالمدينة (في الصورة عام 2007) والذي تضرر نتيجة للحرب. احتل الصحفيون الفندق الذي يقع في "زقاق القناص" أثناء الحرب.

تم تكليف عدة مئات من أعضاء «قوة الاستقرار» الدولية بدعم اتفاقية دايتون للحفل الموسيقي. كانت الفرقة غارقة في المشاهد التي رأوها عند وصولهم. خلال الحرب تم استخدام ملعب كوسيفو كمشرحة وكانت المقابر موجودة على كلا الجانبين. على الرغم من أن المكان قد نجا من أسوأ القصف إلا أن القاعة الأولمبية القريبة زيترا تضررت بشدة خلال الحرب. على الرغم من حالته استخدم يو تو المبنى لغرف تبديل الملابس والمكاتب. بعد الحفل تم استخدامه لتوفير السكن لـ 3000 معجب. وقد تعرض فندق الفرقة وهو فندق قريب من هوليداي إن للقصف أثناء الحصار مما أدى إلى تدمير جزء من المبنى نتيجة لذلك. تم ثقب الجدران في غرفة مولين بشظايا قذائف الهاون كما فقدت أجزاء من الأرضية. قبل العرض اصطحب شاكر بيه مولن في جولة في المدينة وتم تقديم الورود له في شوارع سراييفو.
في يوم الحفل دخلت القطارات إلى سراييفو لأول مرة منذ بداية الحرب. تم فتح خطين أحدهما من موستار إلى سراييفو والآخر من ماغلاي إلى سراييفو. على الرغم من أن السكك الحديدية كانت تعمل طوال فترة الحرب إلا أن السياسيين المسلمين والكروات لم يتمكنوا من تحديد من سيديرها. نتيجة لذلك لم يتم تشغيل القطارات إلا في موعد الحفلة الموسيقية لجلب المشجعين إلى المدينة وفي اليوم التالي لإعادتهم إلى المنزل مرة أخرى. تم تعليق متطلبات التأشيرة مؤقتا. تم بذل جهد لإشراك جميع المجموعات العرقية في البلاد في الحفلة الموسيقية. عبر ما يقرب من 500 مشجع الحدود العرقية بين جمهورية صرب البوسنة واتحاد البوسنة والهرسك. ذهب أشخاص من عدة جمهوريات يوغوسلافية أخرى إلى سراييفو لحضور الحفلة الموسيقية مع حافلات تقل مشجعين من زغرب عاصمة كرواتيا وليوبليانا عاصمة سلوفينيا. كان الأمن حول الحدث صارما. بحث جنود قوة تحقيق الاستقرار عن قنابل بالكلاب البوليسية واحتوت المباني المحيطة بالملعب على جنود في حالة اندلاع أعمال عنف.

## نظرة عامة على الحفلة الموسيقية

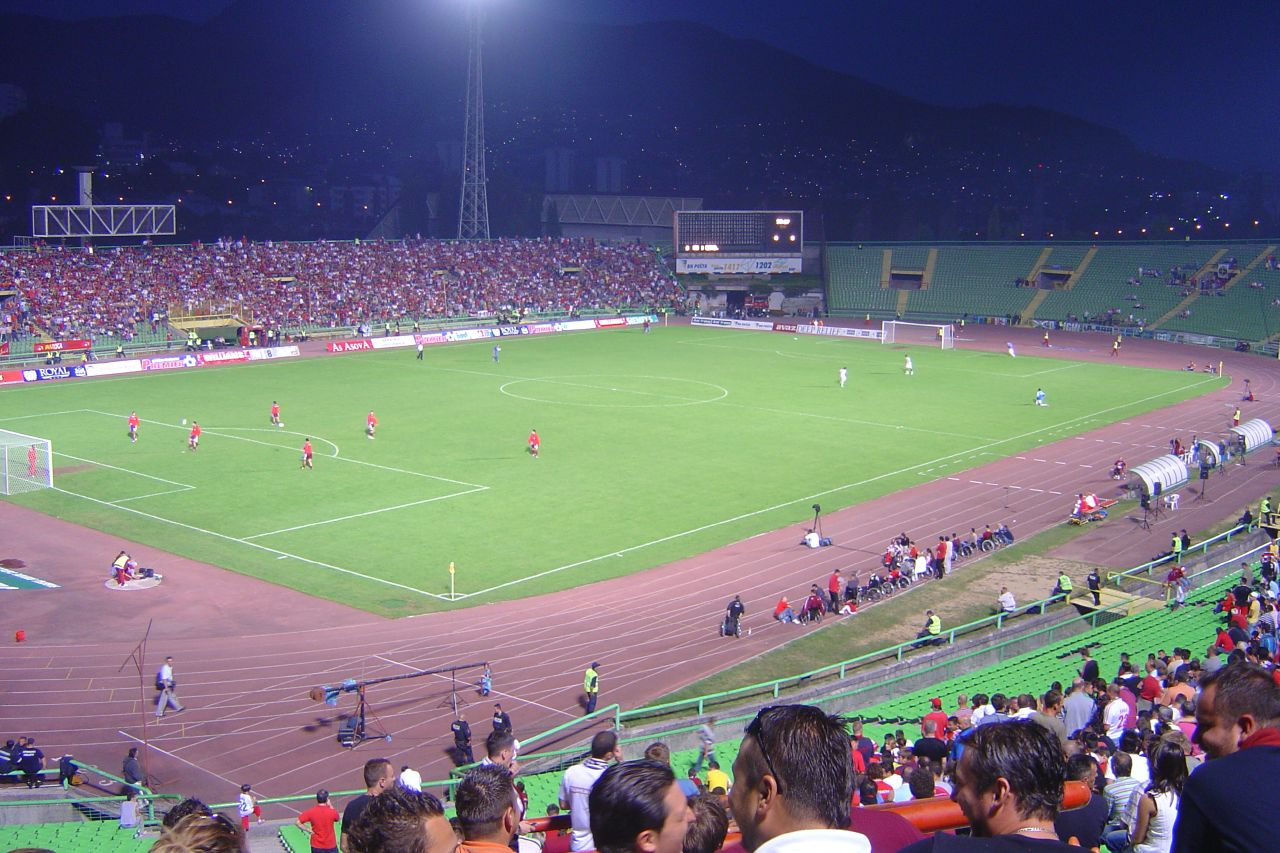
أقيمت الحفلة الموسيقية في ملعب كوشيفو (في الصورة عام 2003) والذي كان يستخدم سابقا كمشرحة أثناء الحرب.

أقيمت الحفلة الموسيقية في 23 سبتمبر 1997 وحضرها حوالي 45000 شخص. تم بثه في البوسنة والهرسك من قبل شبكات التلفزيون المحلية وكذلك على مستوى العالم من قبل بي بي سي. خلال الحدث وقف 10000 جندي على الجانب الأيسر من الملعب لضمان عدم اندلاع أي صراعات. في وقت العرض تم اتخاذ قرار بفتح بوابات الملعب للجميع مما يسمح بحضور ما يقرب من 10000 معجب إضافي ممن لا يستطيعون تحمل تكاليف الحفل أو الذين لم يشتروا التذاكر في الوقت المناسب. بالإضافة إلى المشجعين المحليين والأجانب حضر الحدث 6000 جندي خارج الخدمة من قوة تحقيق الاستقرار بالزي الرسمي. حضرت إينيلا نوغيتش الحفل ووصلت في سيارة ليموزين مع الفرقة. تم بث الحفل الموسيقي دوليا على الهواء مباشرة على الراديو وتم التبرع بجميع عائدات المبيعات الإذاعية لمشروع أطفال الحرب.
تم عزف ثلاثة عروض افتتاحية قبل يو تو بدءا من جوقة غازي هوزريف-بيك وهي جوقة إسلامية من مدرسة ثانوية محلية. تبع أدائهم فرقتان محليتان احتجاج وسيكتر وتم اختيار أحدهما شخصيا من قبل شاكر بيه والآخر تم اختياره من خلال مسابقة إذاعية. بعد الافتتاحيات قام الموسيقي هاوي بي بأداء مجموعة دي جاي قبل أن يصعد يو تو المسرح.
كانت قائمة مجموعات الفرقة مماثلة لتلك الموجودة في معظم العروض في الجولة الغنائية ولكن مع «الأحد، الأحد الدامي» بدلا من مقطع الكاريوكي لفرقة إيدج وإضافة «ملكة جمال سراييفو» في الظهور الثاني. كانت الليلة بمثابة احتفال بنهاية الحرب حيث قام بونو بإضفاء النغمة بالصراخ «فيفا سراييفو! اللعنة على الماضي، قبل المستقبل!» في بداية «أفضل من الشيء الحقيقي». عانى بونو من صوته طوال الجولة وفي صباح يوم الحفل استيقظ «بدون صوت». لم تكن هناك نية للإلغاء واستمر العرض كما هو مخطط له. على الرغم من أن بونو واجه بعض الصعوبات من خلال الرباعية الافتتاحية لأغنية «موفو» و«سوف أتبع» و«رحل» و«حتى أفضل من الشيء الحقيقي» إلا أن صوته انطلق خلال «آخر ليلة على الأرض». في عام 2006 أشار إيدج إلى أن مشاكل بونو الصوتية كانت ناجمة عن التهاب الحنجرة أو بسبب ضغوط الأشهر القليلة الماضية من الجولات على الرغم من أنه لاحظ لاحقا أنه «لا يهم حقا أن يكون مغنينا الرئيسي تحت الطقس لأن كل عضو بدا أن الجمهور ينضم إلى كل أغنية. كانت هناك جوقة جماهيرية للحفل بأكمله».

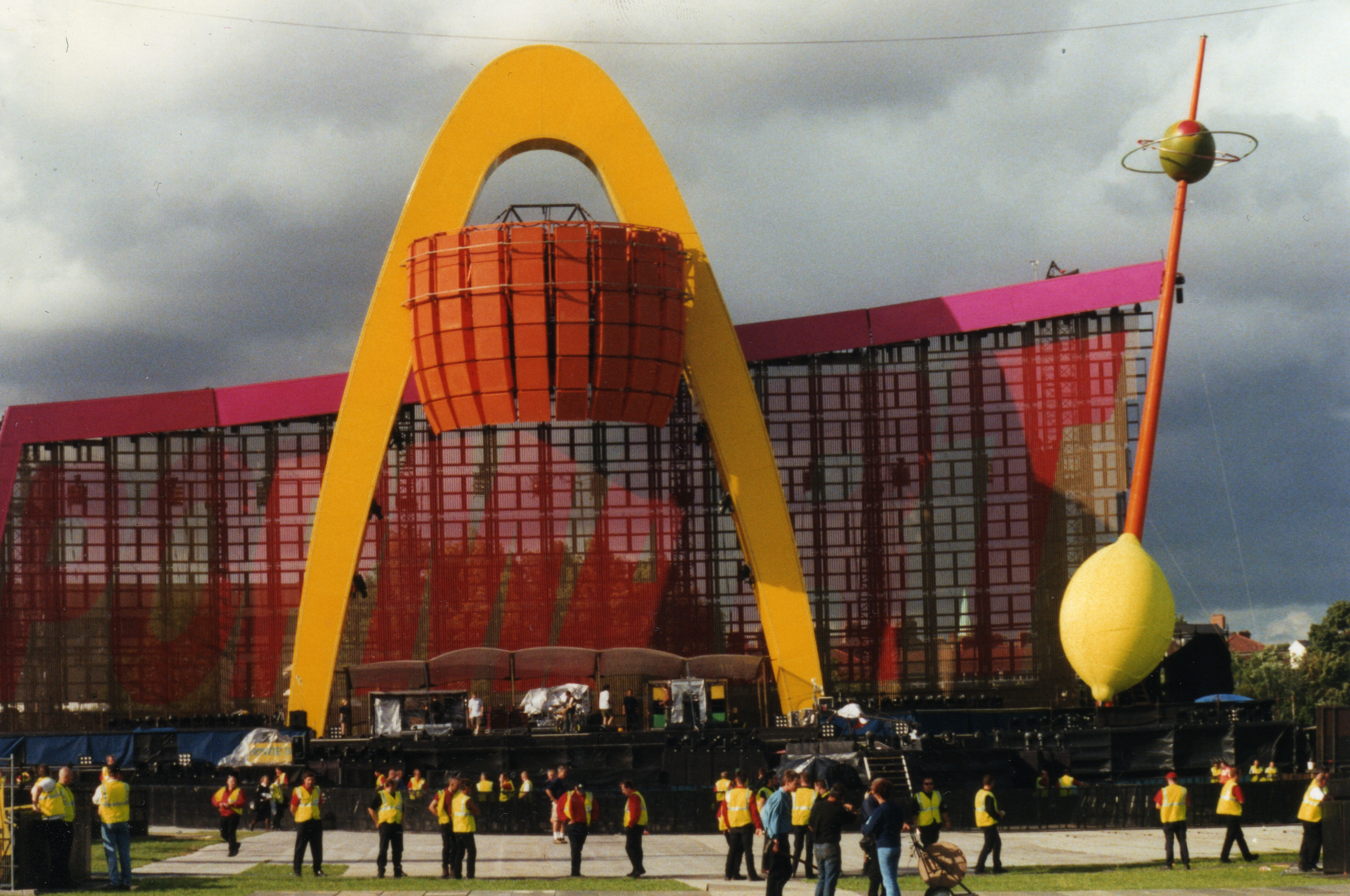
تضمنت مجموعة الجولة الغنائية (المصورة في بلفاست) قوسا ذهبيا وكرة ديسكو ليمونية وأكبر شاشة فيديو في العالم.

في أوقات مختلفة خلال «حتى نهاية العالم» و «رأس السنة الجديدة» أشار بونو للجمهور لمساعدته في الغناء وبأغنية الليلة الثامنة «كبرياء (باسم الحب)» فقد تحول إلى التحدث بالكلمات بدلا من غنائها. واصلت الفرقة قائمة المجموعة القياسية من خلال عزف «ما زلت لم أجد ما أبحث عنه» و«قف بجانبي» و«كل ما أريده أنت» و«التحديق في الشمس». اعتبر فريق يو تو تشغيل أغنية «رغبة» بعد «كل ما أريده هو أنت» لكنهم اختاروا عدم أداء الأغنية. ثم قدم إيدج نسخة منفردة من «الأحد، الأحد الدامي». كان الأداء أبطأ وأكثر هدوء من إصدار الاستوديو. أثناء الأغنية ذهب بونو وراء الكواليس ليحصل على حقن الكورتيزون مما ساعده على تحسين صوته لفترة قصيرة. كان برايان إينو على استعداد للذهاب على خشبة المسرح ليحل محل بونو إذا لم يستطع الاستمرار أو للغناء بجانبه. عاد بونو في النهاية إلى المسرح بمفرده للأغنية التالية «رصاصة السماء الزرقاء» واستمرت الفرقة بترجمة أغنية «أرجوك» و«حيث الشوارع ليس لها اسم» والتي اختتمت بها الحفلة.
في الفترة الفاصلة التي سبقت الظهور الأول أجرى يو تو نقاشا قلقا حول مقدمة «ملكة جمال سراييفو». تم عزف الأغنية مرة واحدة فقط في حفل موسيقي عام 1995 مع بونو وإيدج وإينو وبافاروتي. عادوا إلى المسرح وغنوا «ديسكوتيك» و«إذا كنت ترتدي هذا الثوب المخملي» و«مع أو بدونك» ونسخة تقريبية من «ملكة جمال سراييفو». لم يكن بافاروتي في الحفل ليغني دوره لذلك تم إحضار جراموفون عتيق على المسرح بدلا منه. صعد إينو على خشبة المسرح ليغني غناءا داعما ودعا بونو نوغيتش على خشبة المسرح أثناء الجوقة. خلال الأغنية عرضت شاشة الفيديو صورا من فيلم كارتر الوثائقي ملكة جمال سراييفو بما في ذلك لقطات للفتيات المشاركات في مسابقة الجمال ولافتة كتب عليها «أرجوكم لا تسمحوا لهم بقتلنا». اعتذر بونو عن الأداء الصخري في نهاية الأغنية قائلا: «سراييفو، هذه الأغنية كتبت من أجلك. أتمنى أن تنال إعجابك، لأننا لا نستطيع عزفها». واختتم الحفل بالغناء ثانية «امسكني، شجعني، قبلني، اقتلني» «طرق غامضة» و«واحد» وغلاف مختصر ل«ألحان غير مقيدة».
بعد أن نزلت الفرقة من على المسرح في خطوة وصفها موقع موسيقى اكسبرس جديدة بأنها الأكثر أهمية في الحفلة الموسيقية وواجه الجمهور القوات في الاستاد ودخلوا في جولة من التصفيق العفوي والتي سرعان ما تحولت إلى تصفيق من قبل الجنود أيضا.

## رد فعل
في اليوم التالي للحفل الموسيقي في سراييفو نشرت صحيفة محلية افتتاحية بعنوان «اليوم هو اليوم الذي انتهى فيه حصار سراييفو». ردا على الحدث قال طالب بوسني لأعضاء الصحافة الدولية: «لقد شعرت بالاستبعاد من العالم لفترة طويلة. الأمر لا يتعلق فقط بيو تو. إنه الشعور بأنني جزء من العالم». أحد السكان المحليين قال إن الحفلة الموسيقية كانت «دليلا على أن لدينا سلاما هنا وأن كل شيء على ما يرام». وصف المشجعون من خارج يوغوسلافيا السابقة سراييفو بأنها «واحة من الضوء» وسط المباني المدمرة والمتضررة من النيران والقرى المهجورة. على الرغم من الأداء الرائع قالت وكالة أسوشيتيد برس: «لساعتين ساحرتين حققت فرقة الروك يو تو ما لم يستطع المحاربون والسياسيون والدبلوماسيون: لقد وحدوا البوسنة والهرسك». كتب أندرو مولر من الإندبندنت: «لأول مرة منذ بداية الحرب في عام 1992 كان الناس الذين اعتادوا على رؤية بعضهم البعض من خلال مشاهد بندقية يتجمعون في العاصمة للاستماع إلى الموسيقى معا. كان ذلك بمثابة تذكير بسراييفو قبل الحرب موطن بعض أفضل فرق الروك في يوغوسلافيا القديمة». صرح شاكر بيه أنه مقتنع بأن الحفلة الموسيقية «أقيمت لتعزيز الإحساس بعودة الحياة الطبيعية والسلام والمصالحة في سراييفو وليس لجمع الأموال». كما أعرب عن شكره نيابة عن الرئيس علي عزت بيغوفيتش الذي وصف الحفل بأنه «حدث تاريخي».
اتفق كل من مولن وإيدج على أن عزف حفل سراييفو كان أبرز ما في مسيرتهما المهنية وقال مولين: «لا شك في أن هذه تجربة لن أنساها أبدا لبقية حياتي. وإذا اضطررت لقضاء 20 عاما في الفرقة فقط لأقوم بهذا العرض [...] أعتقد كان من الممكن أن يكون جديرا بالاهتمام. هذا ما يريده هؤلاء الناس وهذا ما يستحقونه. لقد واجهنا الكثير من المتاعب للمجيء إلى هنا وكانوا على وشك تحقيق ذلك وقد فعلوا ذلك». بعد الانتهاء من الجولة الغنائية قال: «كان من المذهل والمحير اكتشاف ذلك في كانت معظم جولات» البوب«التي أجريناها وبعض من أفضل العروض وكانت في مناطق سياسية ساخنة مثل سانتياغو وسراييفو وتل أبيب [...] في أي مكان كانت الموسيقى تعني فيه أكثر من الترفيه». بعد الحفل قدم الرئيس عزت بيغوفيتش إلى بونو جواز سفر بوسني فخريا تقديرا لجهوده الإنسانية خلال الحرب.

## الإرث
كانت الطبيعة السلمية لحفل يو تو عابرة حيث اندلع العنف في المنطقة في العام التالي مع حرب كوسوفو. ظلت قوات الناتو في سراييفو حتى عام 2004 بينما ظلت قوات حفظ السلام التابعة للاتحاد الأوروبي في المدينة.
بعد حفل سراييفو تم تقديم أداء منفرد لإيدج لأغنية «الأحد، الأحد الدامي» في غالبية العروض للفترة المتبقية من الجولة وتم إصدار تسجيل للأغنية من حفل سراييفو على القرص المضغوط المنفرد للأغنية «إذا كان الله سيرسل ملائكته» في 8 ديسمبر 1997 وذكر إيدج لاحقا أن الفرقة «أعادت اكتشاف» الأغنية في سراييفو بعد أدائه الفردي. تم تضمين فيلم وثائقي قصير عن الحفلة الموسيقية «افتقد سراييفو» في إصدار دي في دي لمجموعة فيديو يو تو لعام 2002 «أفضل 1990-2000».
بعد أن قدمت فرقة يو تو أغنية «ملكة جمال سراييفو» لأول مرة في حفل سراييفو لم يتم عرضها مرة أخرى حتى المحطة الثانية من جولة فيرتيغو الغنائية في عام 2005. لم يعد يو تو للأداء في أي بلد في يوغوسلافيا السابقة حتى أغسطس 2009 عندما قدموا عرضين في زغرب خلال جولة 360 درجة الغنائية. خلال عروض زغرب صرح بونو أن جواز سفره الفخري البوسني كان من «أغلى ممتلكاته» مما دفع مجلس الوزراء في البلاد للإعلان عن إلغاء جواز سفره مشيرا إلى أن قوانين البلاد لا تسمح بالجنسية الفخرية الممنوحة.
في عام 2020 صنفت مجلة سبين أداء يو تو في سراييفو في المرتبة السابعة في قائمة «أعظم 35 حفلة موسيقية في الـ 35 عاما الماضية» ووصف بوب جوتشيون جونيور الذي ساعد في إنتاج الحفل بأنه «تجربة مذهلة تحدث مرة واحدة في العمر» و«نظرا للظروف ربما يكون الحفل الأكثر تقديرا» في القائمة.